# فرانك تيرنر (كرة سلة)
فرانك تيرنر (بالإنجليزية: Frank Turner)‏ مواليد 25 مايو 1988 في اتلانتيك سيتي، هو لاعب كرة سلة أمريكي. بدأ مسيرته الاحترافية في سنة 2010. يلعب في الدوري الفرنسي لكرة السلة الدرجة الثانية كلاعب هجوم خلفي. يحمل الرقم 14. يبلغ طوله 5 قدم 10 بوصة (1.8 م). لعب مع نادي دين بوش لكرة السلة وترفل سوبوت.

## الإنجازات
- كأس بلغاريا لكرة السلة: 2016
- الدوري الهولندي لكرة السلة: 2011–12
- كأس بولندا لكرة السلة: 2013

## روابط خارجية
- فرانك تيرنر على موقع كرة السلة الأوروبية.كوم (الإنجليزية)
- فرانك تيرنر على موقع كلية كرة السلة في سبورتس رفرنس.كوم (الإنجليزية)
- فرانك تيرنر على موقع ريلجم (الإنجليزية)
- فرانك تيرنر على موقع بروبوليرز (الإنجليزية)
- فرانك تيرنر على موقع سبورتس رفرنس (الإنجليزية)